# Wierszyno-Szachtaminskij
Wierszyno-Szachtaminskij (ros. Вершино-Шахтаминский) – wieś w Rosji, w Kraju Zabajkalskim, w rejonie szełopugińskim. W 2010 liczyła 1384 mieszkańców.